# Lao Police Football Club
Pour les articles homonymes, voir Police Football Club.
Maillots
Le Lao Police Football Club, plus couramment abrégé en Lao Police FC, est un club laotien de football basé à Vientiane, la capitale du pays.
C'est le club représentant la police nationale laotienne.

## Histoire
Fondé à Vientiane sous le nom de National Public Security FC, il compte un titre de champion à son palmarès, remporté en 2012 et une Coupe du Laos. Il a également atteint la finale de la Prime Minister's Cup en 2011.
Le club compte dans ses rangs trois internationaux laotiens : Xaisongkham Champathong, Seng Athit Somvang et Saychon Khunsamnam. Deux autres, Khonesavanh Sihavong (de 2012 à 2014) et Visay Phaphouvanin (pour la seule saison 2013) ont également porté les couleurs du club dans le passé. 
Le Lao Police FC joue ses rencontres au Stade national du Laos situé à Vientiane. 

## Palmarès
| Compétitions nationales                                                                   |
| ----------------------------------------------------------------------------------------- |
| - Championnat du Laos (1) : - Vainqueur : 2012. - Coupe du Laos (1) : - Vainqueur : 2014. |

### Liens
- Championnat du Laos de football
- Fiche du club sur le site soccerway